# Regering-Beernaert
De regering-Beernaert (26 oktober 1884 - 26 maart 1894) was een Belgische katholieke regering. Ze volgde de regering-Malou op en werd opgevolgd door de regering-De Burlet nadat Beernaert in maart 1894 aftrad omdat zijn voorstel voor het invoeren van evenredige vertegenwoordiging werd verworpen. De regering was bijna tien jaar aan de macht en is daarmee, op de regering-Rogier II na, de langstzittende regering in België.
Het was deze regering dat de soevereiniteit van koning Leopold II over de Onafhankelijke Congostaat erkende. Aanvankelijk steunde de regering de koloniale onderneming van de vorst financieel, maar uiteindelijk distantieerde zij zich van zijn koloniale beleid in het begin van de jaren 1890, na de invoering van het domaniale systeem in Congo door de koning. Ze voerde ook in 1893 het algemeen meervoudig stemrecht in. De grondwetswijzigingen van 7 september 1893 die dit invoerden waren de allereerste wijzigingen sinds de Belgische Grondwet in 1831 werd aangenomen.

## Verloop

### Formatie
De regering-Beernaert volgde de regering-Malou op, die slechts vijf maanden in functie was. De vervroegde beëindiging van dit mandaat was te wijten aan de grote koloniale ambitie van koning Leopold II. De koning eiste het ontslag van de minister van Justitie Charles Woeste en de minister van Binnenlandse Zaken Victor Jacobs, die hij te agressief vond. Hun aftreden leidde tot het algemeen aftreden van het kabinet. Daarna benoemde Leopold II de vroegere minister van Landbouw, Nijverheid en Openbare Werken August Beernaert om een nieuw kabinet van politieke en sociale pacificatie te vormen. 
De tussenkomsten van de voorzitter van de Ministerraad Beernaert hadden een sterke invloed op het Koninkrijk België, die bijna tien jaar heeft geduurd. Gedurende de gehele ambtsperiode correspondeerde Beernaert met de koning over de te nemen maatregelen. Hoewel Leopold II ver verwijderd bleef van de vele aspecten van het binnenlands beleid, adviseerde hij de eerste minister om te kiezen voor een politiek van appeasement zodra zijn regering was gevormd. Leopold raadpleegde hem vooral over het beheer van Congo, maar ook over de verdediging van de Maas en over de grondwetsherziening.

### De Onafhankelijke Congostaat
Tijdens de eerste maanden van de regering, op 15 november 1884, begon de Koloniale Conferentie van Berlijn, waar de verschillende Europese mogendheden het eens werden over de verdeling van Afrika. Enkele maanden na de afsluiting van deze conferentie, op 26 februari 1885, verleende de regering koning Leopold II de soevereiniteit over Congo. In 1894 schreef Leopold II aan Auguste Beernaert: Als Congo bestaat, is dat dankzij u.
De twee staten bleven militair en diplomatiek onafhankelijk van elkaar en in het begin werd alleen de persoonlijke schatkist van de koning aangewend om de infrastructuur van de nieuwe Congostaat financieel te verbeteren. Tijdens deze regering en dankzij de steun van de eerste minister verstrekte België in 1890 uiteindelijk een lening van 25 miljoen frank aan de koning, in ruil voor een garantie van het parlement om Congo bij het Koninkrijk België in te lijven in het geval van niet-terugbetaling. In 1893 werd een grondwetsherziening uitgevoerd om het Koninkrijk in staat te stellen een kolonie te bezitten en zich zo om te vormen tot een federale staat en niet langer een eenheidsstaat.

### Sociale crisis van 1886

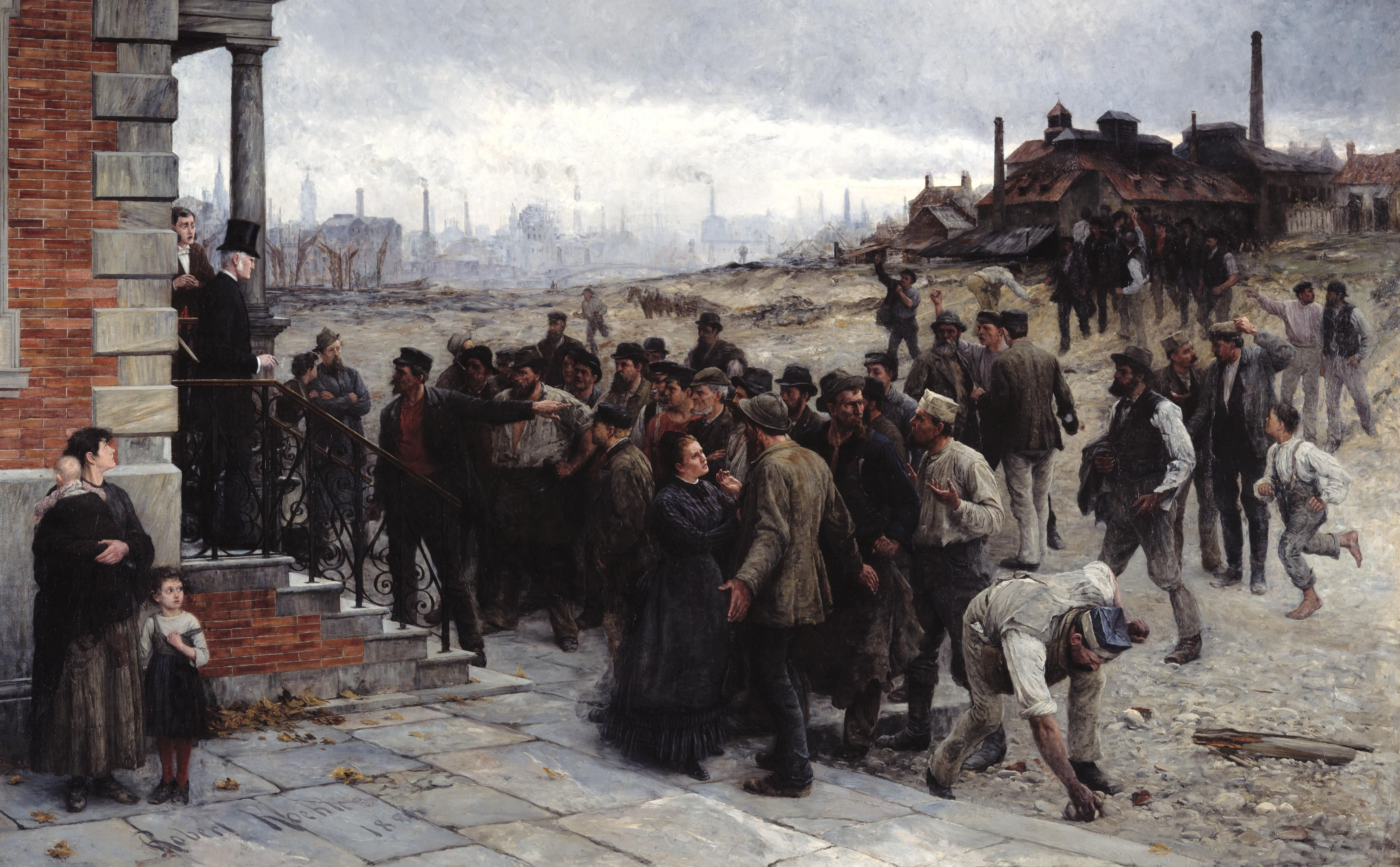
De staking in Charleroi (1886) door Robert Koehler.

België was in de 19de eeuw een economisch paradijs waaronder een sociale hel schuilging. Het jaar 1886 werd gekenmerkt door een wijdverspreide sociale onrust. Onder de arbeidersklasse brak een golf van opstanden uit als reactie op een reeks problemen waarmee de arbeidswereld al enige tijd mee te kampen had: overproductie, buitenlandse concurrentie, dalende lonen en erbarmelijke levensomstandigheden. De wraakzucht van het volk verontrustte de regering, die zich genoodzaakt zag tegen de arbeiders op te treden. 
De Belgische staking van 1886 bestond uit een golf van opstanden en rellen die plaatsvonden tussen 18 en 29 maart van dat jaar, voornamelijk in de omgeving van Luik en Henegouwen. Deze manifestatie, die door de autoriteiten met geweld werd onderdrukt, vond plaats in een context van grote economische crisis waarin het ontbreken van een sociaal beleid en de daling van de lonen de economische ongelijkheid versterkten. Naar aanleiding van deze gebeurtenissen ondertekende koning Leopold II een decreet voor de oprichting van een Arbeidscommissie die de situatie van de arbeidersklasse moest onderzoeken. 
De verslagen en conclusies van die Commissie werden afgesloten met ontwerpvoorstellen die omgezet moest worden in wetgeving. De regering werkte toen voor het eerst aan een geheel nieuw wetgevingsprogramma op het gebied van het sociaal recht. Voor het eerst werd de overheid zich bewust van de realiteit van de arbeidersklasse, die voorheen slechts subjectief werd waargenomen. De wetgevingsvoorstellen van de Commissie waren echter nog steeds doordrongen van een ideologie die non-interventionistisch was.
Het was de regering die deze ontwerp-voorstellen in de periode tussen 1887 en 1891 in wetgeving omzette. Deze getuigden echter niet echt van de wil om een sociale wetgeving op lange termijn op te bouwen. Slechts zes wetten werden door het parlement goedgekeurd:
- Wet op de betaling van de lonen van 16 augustus 1887
- Wet op de niet-overdraagbaarheid en niet-beslagbaarheid van de lonen van de arbeiders van 18 augustus 1887
- Wet tot instelling van de Industrie- en Arbeidsraden van 16 augustus 1887
- Wet op de arbeidsrechtbanken van 31 juli 1889
- Wet van 9 augustus op de huisvesting van de arbeiders
- Wet op de arbeid van vrouwen en kinderen van 13 december 1889.

Hoewel deze wetten een zekere breuk betekenden met de politieke maatregelen van de vorige regeringen, bleven ze aarzelend en raakte ze niet aan fundamentele kwesties zoals het minimumloon, schadeloosstelling voor arbeidsongevallen of de rol van de vakbond.

### Verdediging van het grondgebied
Internationale spanningen, met de schaduw van een dreigende oorlog tussen Frankrijk en het Duitse Rijk enerzijds en tussen Oostenrijk-Hongarije en het Russische Rijk anderzijds, brachten de regering ertoe de kredieten voor de verdediging van de Maas door het parlement te laten goedkeuren.
Op 8 januari 1887 verzekerde de regering de Duitsers dat België neutraal zou blijven in geval van agressie door Frankrijk. Ondanks die verzekering moedigde de koning Beernaert aan om door te gaan met het project van de versterking van de Maas, een idee dat de regering al overwoog sinds de gebeurtenissen van maart 1886. Het project werd unaniem aanvaard door de generale officieren en het parlement keurde hiervoor de nodige kredieten goed.

### Eerste grondwetsherziening
Het was deze regering dat de allereerste grondwetsherziening sinds 1831 tot stand bracht op 18 april 1893. Deze herziening had tot doel het cijnskiesrecht te vervangen door algemeen meervoudig stemrecht voor mannen. Hierdoor breidde het Belgische electoraat uit tot alle volwassen mannen ouder dan 25 jaar in het land, van wie degenen die voldeden aan verschillende criteria inzake eigendom, gezinssituatie of opleiding, twee of zelfs drie stemmen kregen. Het aantal kiezers steeg zo van 136.775 tot 1.354.891. Ook de opkomstplicht werd door de regering ingevoerd.
Met de herziening werd ook de Senaat hervormd. Het was bedoeld om de belangen te behartigen van senatoren in wetenschap, landbouw, handel en industrie. Bij de hervorming werd een nieuwe categorie senatoren ingevoerd, de provinciale senatoren, die onrechtstreeks werden gekozen door de provincieraden in een aantal van 2, 3 of 4 per provincie, naargelang van het bevolkingsaantal van die provincie. En er werd een wijziging doorgevoerd waardoor alle zonen van de regerende koning of, bij gebrek daaraan, prinsen van de koninklijke familie vanaf hun achttiende senator van rechtswege konden worden.

## Samenstelling
De regering-Beernaert telde aanvankelijk zeven ministers.
| Ambtsbekleder                                     | Ambtsbekleder                     | Ambtsbekleder                                  | Functie                                           | Termijn                            | Partij            |
| ------------------------------------------------- | --------------------------------- | ---------------------------------------------- | ------------------------------------------------- | ---------------------------------- | ----------------- |
|                                                   |                                   | August Beernaert (1829-1912)                   | Minister Financiën                                | 26 oktober 1884 - 26 maart 1894    | Katholieke Partij |
| Minister ad interim Buitenlandse Zaken            | 29 maart 1892 - 31 oktober 1892   | August Beernaert (1829-1912)                   |                                                   |                                    | Katholieke Partij |
|                                                   |                                   | Joseph de Riquet de Caraman Chimay (1836-1892) | Minister Buitenlandse Zaken                       | 26 oktober 1884 - 29 maart 1892    | Katholieke Partij |
|                                                   |                                   | Henri de Merode-Westerloo (1856-1908)          | Minister Buitenlandse Zaken                       | 31 oktober 1892 - 26 maart 1894    | Katholieke Partij |
|                                                   |                                   | Joseph Devolder (1842-1919)                    | Minister Justitie                                 | 26 oktober 1884 - 24 oktober 1887  | Katholieke Partij |
| Minister Binnenlandse Zaken en Openbaar Onderwijs | 24 oktober 1887 - 6 november 1890 | Joseph Devolder (1842-1919)                    |                                                   |                                    | Katholieke Partij |
|                                                   |                                   | Joseph Thonissen (1816-1891)                   | Minister Binnenlandse Zaken en Openbaar Onderwijs | 26 oktober 1884 - 24 oktober 1887  | Katholieke Partij |
|                                                   |                                   | Alphonse de Moreau (1840-1911)                 | Minister Landbouw, Nijverheid en Openbare Werken  | 26 oktober 1884 - 26 augustus 1888 | Katholieke Partij |
|                                                   |                                   | Léon De Bruyn (1838-1908)                      | Minister Landbouw, Nijverheid en Openbare Werken  | 26 augustus 1888 - 26 maart 1894   | Katholieke Partij |
|                                                   |                                   | Charles Pontus (1829-1907)                     | Minister Oorlog                                   | 26 oktober 1884 - 4 mei 1893       | extraparlementair |
|                                                   |                                   | Jacques Brassine (1830-1899)                   | Minister Oorlog                                   | 4 mei 1893 - 26 maart 1894         | extraparlementair |
|                                                   |                                   | Jules Vandenpeereboom (1843-1917)              | Minister Spoorwegen, Posterijen en Telegrafen     | 26 oktober 1884 - 26 maart 1894    | Katholieke Partij |
|                                                   |                                   | Jules Le Jeune (1828-1911)                     | Minister Justitie                                 | 24 oktober 1887 - 26 maart 1894    | Katholieke Partij |
|                                                   |                                   | Ernest Mélot (1840-1910)                       | Minister Binnenlandse Zaken en Openbaar Onderwijs | 6 november 1890 - 2 maart 1891     | Katholieke Partij |
|                                                   |                                   | Jules de Burlet (1844-1897)                    | Minister Binnenlandse Zaken en Openbaar Onderwijs | 2 maart 1891 - 26 maart 1894       | Katholieke Partij |

### Herschikkingen
- Op 24 oktober 1887 neemt minister van Binnenlandse Zaken en Openbaar Onderwijs Joseph Thonissen ontslag en wordt opgevolgd door minister van Justitie Joseph Devolder. Zijn bevoegdheid wordt overgenomen door Jules Le Jeune.
- Op 26 augustus 1888 neemt minister van Landbouw, Nijverheid en Openbare Werken Alphonse de Moreau ontslag en wordt opgevolgd door Léon De Bruyn.
- Op 6 november 1890 neemt minister van Binnenlandse Zaken en Openbaar Onderwijs Joseph Devolder ontslag en wordt opgevolgd door Ernest Mélot.
- Op 2 maart 1891 neemt minister van Binnenlandse Zaken en Openbaar Onderwijs Ernest Mélot ontslag en wordt opgevolgd door Jules de Burlet.
- Op 29 maart 1892 neemt minister van Buitenlandse Zaken Joseph de Riquet de Caraman-Chimay ontslag en wordt ad interim opgevolgd door het hoofd van de regering Auguste Beernaert.
- Op 31 oktober 1892 wordt Henri de Merode-Westerloo minister van Buitenlandse Zaken.
- Op 4 mei 1893 neemt minister van Oorlog Charles Pontus ontslag en wordt opgevolgd door Jacques Brassine.